# Aeroporto Internacional de Blackpool
O Aeroporto Internacional de Blackpool (IATA: BLK, ICAO: EGNH) é um pequeno aeroporto internacional que serve a cidade de Blackpool na Inglaterra. Antigamente era conhecido como Squires Gate Airport.  O aeroporto é operado pela City Hopper Airports Limited desde Janeiro de 2007.